# Leichtathletik-Junioreneuropameisterschaften 2007
| 19. Leichtathletik-Junioreneuropameisterschaften | 19. Leichtathletik-Junioreneuropameisterschaften |
| ------------------------------------------------ | ------------------------------------------------ |
|                                                  |                                                  |
| Stadt                                            | Hengelo, Niederlande                             |
| Stadion                                          | Fanny-Blankers-Koen-Stadion                      |
| Teilnehmende Länder                              | 46                                               |
| Teilnehmende Athleten                            | über 900                                         |
| Wettbewerbe                                      | 44                                               |
| Eröffnung                                        | 19. Juli 2007                                    |
| Schlussfeier                                     | 22. Juli 2007                                    |
| Eröffnet durch                                   |                                                  |

Die 19. Leichtathletik-Junioreneuropameisterschaften fanden vom 19. bis 22. Juli 2007 im Fanny-Blankers-Koen-Stadion in Hengelo (Niederlande) statt.
Über 900 Sportler aus 46 Ländern nahmen teil. Der DLV entsandte 71 Athleten zum Wettbewerb.

## Ergebnisse

### Männer

#### 100 m
| Platz | Athlet              | Land | Zeit (s) |
| ----- | ------------------- | ---- | -------- |
| 1     | Julian Reus         | GER  | 10,38    |
| 2     | Yannick Lesourd     | FRA  | 10,53    |
| 3     | Giuseppe Aita       | ITA  | 10,57    |
| 4     | Elvijs Misāns       | LAT  | 10,60    |
| 5     | Reto Amaru Schenkel | SUI  | 10,77    |
| 6     | Ággelos Aggelákis   | GRE  | 10,80    |
| 7     | Giovanni Codrington | NED  | 10,81    |
|       | Leevan Yearwood     | GBR  | DSQ      |

#### 200 m
| Platz | Athlet          | Land | Zeit (s) |
| ----- | --------------- | ---- | -------- |
| 1     | Alex Nelson     | GBR  | 20,83 SB |
| 2     | Julian Reus     | GER  | 20,87 PB |
| 3     | Luke Fagan      | GBR  | 21,08    |
| 4     | Elvijs Misāns   | LAT  | 21,13 PB |
| 5     | Robert Hering   | GER  | 21,33    |
| 6     | Enrico Demonte  | ITA  | 21,36    |
| 7     | Matteo Galvan   | ITA  | 21,55    |
| 8     | Frédéric Mignot | FRA  | 21,75    |

#### 400 m
| Platz | Athlet             | Land | Zeit (s)  |
| ----- | ------------------ | ---- | --------- |
| 1     | Yannick Fonsat     | FRA  | 46,34 PB  |
| 2     | Marcin Kłaczański  | POL  | 46,46 PB  |
| 3     | Eric Krüger        | GER  | 46,49 PB  |
| 4     | Nigel Levine       | GBR  | 46,58     |
| 5     | Bohdan Stolyarchuk | UKR  | 46,62 NJR |
| 6     | Jānis Leitis       | LAT  | 46,85 NJR |
| 7     | Bruno Naprix       | FRA  | 47,07 PB  |
| 8     | Robert Muči        | SRB  | 48,05     |

#### 800 m
| Platz | Athlet           | Land | Zeit (min) |
| ----- | ---------------- | ---- | ---------- |
| 1     | Robin Schembera  | GER  | 1:47,98    |
| 2     | James Brewer     | GBR  | 1:48,08    |
| 3     | Adam Kszczot     | POL  | 1:48,10 PB |
| 4     | Florian Carvalho | FRA  | 1:48,95 PB |
| 5     | Sebastian Keiner | GER  | 1;49,20    |
| 6     | Hamid Oualich    | FRA  | 1:49,97    |
| 7     | Mark Mitchell    | GBR  | 1:50,23    |
| 8     | Artur Ostrowski  | POL  | 1:50,26    |

#### 1500 m
| Platz | Athlet               | Land | Zeit (min) |
| ----- | -------------------- | ---- | ---------- |
| 1     | Mario Scapini        | ITA  | 4:01,31    |
| 2     | Víctor José Corrales | ESP  | 4:01,44    |
| 3     | Merihun Crespi       | ITA  | 4:01,83    |
| 4     | Otmane Belharbazi    | FRA  | 4:01,85    |
| 5     | Mehdi Yazidi         | FRA  | 4:02,02    |
| 6     | Maxime Zermatten     | SUI  | 4:02,26    |
| 7     | Daniel Lipus         | GER  | 4:02,53    |
| 8     | Bruno Albuquerque    | POR  | 4:03,21    |

#### 5000 m
| Platz | Athlet              | Land | Zeit (min)  |
| ----- | ------------------- | ---- | ----------- |
| 1     | Morhad Amdouni      | FRA  | 14:08,27    |
| 2     | Mohamed Elbendir    | ESP  | 14:14,79    |
| 3     | Dmytro Lashyn       | UKR  | 14:15,26    |
| 4     | Łukasz Kujawski     | POL  | 14:22,42    |
| 5     | Alexander Söderberg | SWE  | 14:23,83 PB |
| 6     | Javier García       | ESP  | 14:28,66    |
| 7     | Rico Schwarz        | GER  | 14:33,30    |
| 8     | Péter Szemeti       | HUN  | 14:33,93    |

#### 10.000 m
| Platz | Athlet               | Land | Zeit (min)  |
| ----- | -------------------- | ---- | ----------- |
| 1     | Dmytro Lashyn        | UKR  | 29:51,58 PB |
| 2     | Matti Markowski      | GER  | 30:10,75 PB |
| 3     | Roman Pozdyaykin     | RUS  | 30:13,70    |
| 4     | Péter Szemeti        | HUN  | 30:14,21 PB |
| 5     | Thorsten Baumeister  | GER  | 30:27,03    |
| 6     | Uladzimir Bandarenka | BLR  | 30:48,05    |
| 7     | Ciprian Şuhanea      | ROU  | 30:50,12    |
| 8     | Dimcho Mitsow        | BUL  | 30:54,19 PB |

#### 10.000 m Bahngehen
| Platz | Athlet                 | Land | Zeit (min)   |
| ----- | ---------------------- | ---- | ------------ |
| 1     | Sergej Morozow         | RUS  | 40:02,88 PB  |
| 2     | Matteo Giupponi        | ITA  | 40:54,88 PB  |
| 3     | Lluís Torlá            | ESP  | 41:06,32 PB  |
| 4     | Manel Torlá            | ESP  | 41:07,51 PB  |
| 5     | Alexandros Papamichail | GRE  | 42:04,57 PB  |
| 6     | Christopher Linke      | GER  | 42:11,94     |
| 7     | Kévin Campion          | FRA  | 42:18,55 NJR |
| 8     | Miguel Ángel López     | ESP  | 42:36,60 SB  |

#### 110 m Hürden (99 cm)
| Platz | Athlet           | Land | Zeit (s)  |
| ----- | ---------------- | ---- | --------- |
| 1     | Artur Noga       | POL  | 13,36 CR  |
| 2     | Wladimir Schukow | RUS  | 13,46 NJR |
| 3     | Gianni Frankis   | GBR  | 13,47 =PB |
| 4     | João Almeida     | POR  | 13,80     |
| 5     | Erik Balnuweit   | GER  | 13,92     |
| 6     | Michael Winkler  | GER  | 13,95     |
|       | Callum Priestley | GBR  | DNF       |
|       | Mohammed Kone    | FRA  | DSQ       |

#### 400 m Hürden
| Platz | Athlet               | Land | Zeit (s) |
| ----- | -------------------- | ---- | -------- |
| 1     | Silvio Schirrmeister | GER  | 50,60 PB |
| 2     | Wjatscheslaw Sakajew | RUS  | 50,72 PB |
| 3     | Toby Ulm             | GBR  | 50,99 PB |
| 4     | Mickaël François     | FRA  | 51,06    |
| 5     | Quentin Seigel       | GER  | 51,43 PB |
| 6     | Radosław Czyż        | POL  | 51,81 PB |
| 7     | Nathan Woodward      | GBR  | 52,57    |
| 8     | Christian Kurz       | AUT  | 53,95    |

#### 3000 m Hindernis
| Platz | Athlet            | Land | Zeit (min) |
| ----- | ----------------- | ---- | ---------- |
| 1     | Jakub Holuša      | CZE  | 8:50,30 PB |
| 2     | Alexandru Ghinea  | ROU  | 8:50,42 PB |
| 3     | Carlos Alonso     | ESP  | 8:50,95 PB |
| 4     | Denys Lepynskyy   | UKR  | 8:51,46 PB |
| 5     | Felix Hentschel   | GER  | 8:57,72 PB |
| 6     | Younes El Haddad  | FRA  | 8:59,22    |
| 7     | Igor Tschernobai  | RUS  | 8:59,79    |
| 8     | Krystian Zalewski | POL  | 9:01,74 PB |

#### 4 × 100 m Staffel
| Platz | Land                   | Athleten                                                        | Zeit (min) |
| ----- | ---------------------- | --------------------------------------------------------------- | ---------- |
| 1     | Deutschland            | Rouven Christ Julian Reus Robert Hering Markus Brandt           | 39,81      |
| 2     | Vereinigtes Königreich | Funmi Sobodu Alex Nelson Luke Fagan Leevan Yearwood             | 39,83      |
| 3     | Frankreich             | Charles Figaro Yannick Lesourd Frédéric Mignot Nyls Nubret      | 40,21      |
| 4     | Schweiz                | Pascal Mancini Karim Manaoui Kwasi Ofosu Asante Reto Schenkel   | 40,82      |
| 5     | Spanien                | Luis Wee Marc Altés David Hernández Javier Sanz                 | 40,89      |
| 6     | Niederlande            | Gregor van Betuw Jorén Tromp Giovanni Codrington Eugène Susanna | 41,00      |
| 7     | Belgien                | Joris Haeck Jens Verriest Jens Verhelst Nicolas Stempnick       | 41,28      |
|       | Polen                  | Olaf Paruzel Piotr Oganiaczyk Maciej Samborski Artur Zaczek     | DNF        |

#### 4 × 400 m Staffel
| Platz | Land                   | Athleten                                                                | Zeit (min) |
| ----- | ---------------------- | ----------------------------------------------------------------------- | ---------- |
| 1     | Vereinigtes Königreich | Nigel Levine Robert Davis Louis Persent Jordan McGrath                  | 3:08,21    |
| 2     | Deutschland            | Pascal Nabow Eric Krüger Thomas Schneider Robin Schembera               | 3:08,64    |
| 3     | Frankreich             | Bruno Naprix Mickaël François Jean-Patrick Rolland Yannick Fonsat       | 3:09,10    |
| 4     | Belgien                | Antoine Gillet Arnaud Froidmont Arnaud Ghislain Joris Haeck             | 3:09,53    |
| 5     | Niederlande            | Nana Addae Jesse Caron Eugène Susanna Niels van Dijk                    | 3:14,17    |
| 6     | Spanien                | Marc Orozco Alejandro Guerrero Jesús Alberto García Diego Cabello       | 3:14,94    |
| 7     | Griechenland           | Stávros Anifadís Dimítrios Balabános Tilémahos Roútas Pétros Kiriakídis | 3:19,42    |
|       | Polen                  | Jakub Krzewina Jan Ciepiela Sebastian Porzadny Marcin Klaczanski        | DSQ        |

#### Hochsprung
| Platz | Athlet                 | Land | Höhe (m) |
| ----- | ---------------------- | ---- | -------- |
| 1     | Oleksandr Nartow       | UKR  | 2,23     |
| 2     | Andrij Prozenko        | UKR  | 2,21 PB  |
| 3     | Raúl Spank             | GER  | 2,21     |
| 4     | Dimítrios Hondrokoúkis | GRE  | 2,21     |
| 5     | Silvano Chesani        | ITA  | 2,21 PB  |
| 6     | Sylwester Bednarek     | POL  | 2,21 SB  |
| 7     | Alan Mckie             | GBR  | 2,19 PB  |
| 8     | Rimantas Mėlinis       | LTU  | 2,17 NJR |

#### Stabhochsprung
| Platz | Athlet            | Land | Höhe (m) |
| ----- | ----------------- | ---- | -------- |
| 1     | Leonid Kiwalow    | RUS  | 5,60 =CR |
| 2     | Jewgenij Agejew   | RUS  | 5,50 PB  |
| 3     | Łukasz Michalski  | POL  | 5,45     |
| 4     | Karsten Dilla     | GER  | 5,35 PB  |
| 5     | Marvin Reitze     | GER  | 5,35 SB  |
| 6     | Sergei Pogorelow  | RUS  | 5,25     |
| 7     | Svit Pintar       | SLO  | 5,10 PB  |
| 8     | Stéfanos Koufídis | GRE  | 5,10     |

#### Weitsprung
| Platz | Athlet            | Land | Weite (m) |
| ----- | ----------------- | ---- | --------- |
| 1     | Olivier Huet      | FRA  | 7,78      |
| 2     | Iwan Slepow       | RUS  | 7,61      |
| 3     | Marcos Caldeira   | POR  | 7,58 PB   |
| 4     | Mikko Kivinen     | FIN  | 7,55 PB   |
| 5     | Stanislaw Ionow   | RUS  | 7,54      |
| 6     | Yeóryios Tsákonas | GRE  | 7,53      |
| 7     | Tiberiu Ţălnar    | ROU  | 7,49 SB   |
| 8     | Dilian Zakhariew  | BUL  | 7,47      |

#### Dreisprung
| Platz | Athlet             | Land | Weite (m) |
| ----- | ------------------ | ---- | --------- |
| 1     | Ljukman Adams      | RUS  | 16,50     |
| 2     | Ilja Jefremow      | RUS  | 16,49     |
| 3     | Dzmitry Platnitski | BLR  | 16,49 PB  |
| 4     | Teddy Tamgho       | FRA  | 16,35 PB  |
| 5     | Stanislaw Ionow    | RUS  | 16,09     |
| 6     | Şeref Osmanoğlu    | UKR  | 15,93     |
| 7     | Yeóryios Tsákonas  | GRE  | 15,84     |
| 8     | Aliaksei Tsapik    | BLR  | 15,64     |

#### Kugelstoßen
| Platz | Athlet                | Land | Weite (m) |
| ----- | --------------------- | ---- | --------- |
| 1     | Aleksandr Bulanow     | RUS  | 19,95 PB  |
| 2     | António Vital e Silva | POR  | 19,66     |
| 3     | Nikola Kišanić        | CRO  | 19,63 =PB |
| 4     | Vladislav Tuláček     | CZE  | 19,61 PB  |
| 5     | Rosen Karamfilow      | BUL  | 19,54     |
| 6     | Pawel Shustsutski     | BLR  | 19,01     |
| 7     | Niko Hauhia           | FIN  | 18,91     |
| 8     | Stanislaw Seheda      | UKR  | 18,70     |

#### Diskuswurf
| Platz | Athlet            | Land | Weite (m)    |
| ----- | ----------------- | ---- | ------------ |
| 1     | Nikolai Sedjuk    | RUS  | 62,72 CR NJR |
| 2     | Irfan Yıldırım    | UKR  | 62,28        |
| 3     | Joni Mattila      | FIN  | 58,05        |
| 4     | Mikhail Dwornikow | RUS  | 57,60        |
| 5     | Rosen Karamfilow  | BUL  | 56,84        |
| 6     | Artur Hoppe       | GER  | 56,02        |
| 7     | Mateusz Suchocki  | POL  | 54,34        |
| 8     | Tibor Petrovszki  | HUN  | 54,08        |

#### Hammerwurf
| Platz | Athlet                 | Land | Weite (m) |
| ----- | ---------------------- | ---- | --------- |
| 1     | Arno Laitinen          | FIN  | 71,94     |
| 2     | Adrian Pop             | ROU  | 70,80     |
| 3     | Aliaksei Tsytsoryn     | BLR  | 70,23     |
| 4     | Alex Smith             | GBR  | 70,04     |
| 5     | Denis Lukjanow         | RUS  | 69,70     |
| 6     | Artem Wynnyk           | UKR  | 69,10     |
| 7     | Dimítrios Filladitákis | GRE  | 68,77     |
| 8     | Igor Sergejew          | RUS  | 68,51     |

#### Speerwurf
| Platz | Athlet              | Land | Weite (m) |
| ----- | ------------------- | ---- | --------- |
| 1     | Matthias de Zordo   | GER  | 78,59     |
| 2     | Roman Awramenko     | UKR  | 75,24     |
| 3     | Thomas Smet         | BEL  | 72,56 PB  |
| 4     | Bartłomiej Kempny   | POL  | 72,51     |
| 5     | Franz Burghagen     | GER  | 72,29     |
| 6     | Maximilian Buchholz | GER  | 70,74 PB  |
| 7     | Tanel Laanmäe       | EST  | 70,33     |
| 8     | James Campbell      | GBR  | 69,80     |

#### Zehnkampf
| Platz | Athlet        | Land | Punkte   |
| ----- | ------------- | ---- | -------- |
| 1     | Matthias Prey | GER  | 7908 PB  |
| 2     | Rok Deržanič  | SLO  | 7560 NJR |
| 3     | Rico Freimuth | GER  | 7524 PB  |
| 4     | Mateo Sossah  | FRA  | 7516 PB  |
| 5     | Simon Hechler | GER  | 7504 PB  |
| 6     | Karol Boduła  | POL  | 7458 PB  |
| 7     | Eduard Michan | BLR  | 7345     |
| 8     | Adam Nejedlý  | CZE  | 7317 PB  |

### Frauen

#### 100 m
| Platz | Athletin                | Land | Zeit (s)  |
| ----- | ----------------------- | ---- | --------- |
| 1     | Ezinne Okparaebo        | NOR  | 11,45 NJR |
| 2     | Inna Eftimowa           | BUL  | 11,52     |
| 3     | Kateřina Čechová        | CZE  | 11,58     |
| 4     | Natalija Pohrebnjak     | UKR  | 11,64     |
| 5     | Marika Popowicz         | POL  | 11,67     |
| 6     | Anike Shand-Whittingham | GBR  | 11,82     |
| 7     | Julia Sutschet          | GER  | 11,85     |
| 8     | Agnieszka Ceglarek      | POL  | 11,91     |

#### 200 m
| Platz | Athletin            | Land | Zeit (s) |
| ----- | ------------------- | ---- | -------- |
| 1     | Hayley Mills        | GBR  | 23,37 PB |
| 2     | Jelysaweta Bryshina | UKR  | 23,66    |
| 3     | Inna Eftimowa       | BUL  | 23,78    |
| 4     | Mathilde Lagui      | FRA  | 23,96    |
| 5     | Émilie Gaydu        | FRA  | 24,04    |
| 6     | Juliane Stolle      | GER  | 24,06    |
| 7     | Eva Burtscher       | AUT  | 24,23    |
| 8     | Andriana Ferra      | GRE  | 24,45    |

#### 400 m
| Platz | Athletin             | Land | Zeit (s) |
| ----- | -------------------- | ---- | -------- |
| 1     | Danijela Grgić       | CRO  | 52,45 SB |
| 2     | Xenija Aksjonowa     | RUS  | 52,92    |
| 3     | Olga Fomina          | RUS  | 53,68    |
| 4     | Anna Wertschowskaja  | RUS  | 53,78    |
| 5     | Marie Gayot          | FRA  | 53,98 PB |
| 6     | Agnė Orlauskaitė     | LTU  | 54,00 PB |
| 7     | Olha Myhaylitschenko | UKR  | 54,35    |
| 8     | Wiktoryja Manko      | BLR  | 54,75    |

#### 800 m
| Platz | Athletin           | Land | Zeit (min) |
| ----- | ------------------ | ---- | ---------- |
| 1     | Mirela Lavric      | ROU  | 2:02,84 PB |
| 2     | Emma Jackson       | GBR  | 2:03,23    |
| 3     | Machteld Mulder    | NED  | 2:03,72 PB |
| 4     | Aleksandra Uwarowa | RUS  | 2:04,15    |
| 5     | Anne Kesselring    | GER  | 2:04,96 PB |
| 6     | Eglė Balčiūnaitė   | LTU  | 2:05,73    |
| 7     | Katarina Zarudnaja | RUS  | 2:06,34    |
| 8     | Hannah Brooks      | GBR  | 2:12,47    |

#### 1500 m
| Platz | Athletin          | Land | Zeit (min) |
| ----- | ----------------- | ---- | ---------- |
| 1     | Cristina Vasiloiu | ROU  | 4:15,30    |
| 2     | Stephanie Twell   | GBR  | 4:16,03    |
| 3     | Daniela Donisă    | ROU  | 4:18,19    |
| 4     | Emma Pallant      | GBR  | 4:18,71    |
| 5     | Bogdana Mimić     | SRB  | 4:24,23 PB |
| 6     | Gabriela Neacşu   | ROU  | 4:25,20    |
| 7     | Danuta Urbanik    | POL  | 4:26,93    |
| 8     | Kamila Zglejc     | POL  | 4:27,59    |

#### 3000 m
| Platz | Athletin                | Land | Zeit (min) |
| ----- | ----------------------- | ---- | ---------- |
| 1     | Cristina Vasiloiu       | ROU  | 9:13,51    |
| 2     | Natalja Popkowa         | RUS  | 9:14,17    |
| 3     | Daniela Donisă          | ROU  | 9:14,54    |
| 4     | Kristine Eikrem Engeset | NOR  | 9:15,60    |
| 5     | Gabriela Neacşu         | ROU  | 9:24,72 PB |
| 6     | Stevie Stockton         | GBR  | 9:25,52    |
| 7     | Jess Coulson            | GBR  | 9:25,53    |
| 8     | Lucie Sárová            | CZE  | 9:28,66 PB |

#### 5000 m
| Platz | Athletin         | Land | Zeit (min)   |
| ----- | ---------------- | ---- | ------------ |
| 1     | Natalja Popkowa  | RUS  | 16:08,95     |
| 2     | Ingunn Opsal     | NOR  | 16:14,51     |
| 3     | Emily Pidgeon    | GBR  | 16:31,30     |
| 4     | Roxana Bârcă     | ROU  | 16:46,55 PB  |
| 5     | Alfija Murjasowa | RUS  | 16:47,32     |
| 6     | Suzanne Huet     | IRL  | 16:48,17 NJR |
| 7     | Ágnes Kostyál    | HUN  | 16:49,41 PB  |
| 8     | Vaida Žūsinaitė  | LTU  | 16:49,54 PB  |

#### 10.000 m Bahngehen
| Platz | Athlet             | Land | Zeit (min)  |
| ----- | ------------------ | ---- | ----------- |
| 1     | Anisja Kirdjapkina | RUS  | 43:27,20 PB |
| 2     | Olena Schumkina    | RUS  | 46:24,74    |
| 3     | Alena Kostromitina | RUS  | 46:41,56 PB |
| 4     | Anamaria Greceanu  | ROU  | 47:51,40 SB |
| 5     | Federica Menzato   | ITA  | 47:58,07 PB |
| 6     | Federica Ferraro   | ITA  | 48:16,05 PB |
| 7     | Spyridoúla Stávrou | GRE  | 48:49,38 PB |
| 8     | Agnese Pastare     | LAT  | 49:07,36 SB |

#### 100 m Hürden
| Platz | Athletin            | Land | Zeit (s)  |
| ----- | ------------------- | ---- | --------- |
| 1     | Aleksandra Fedoriwa | RUS  | 13,12 NJR |
| 2     | Lætitia Denis       | FRA  | 13,35 PB  |
| 3     | Marina Andrjuchina  | RUS  | 13,50 =PB |
| 4     | Cindy Roleder       | GER  | 13,65     |
| 5     | Arna Erega          | CRO  | 13,65     |
| 6     | Stefanie Saumweber  | GER  | 13,80     |
| 7     | Solene Hamelin      | FRA  | 13,82     |
|       | Annimari Korte      | FIN  | DSQ       |

#### 400 m Hürden
| Platz | Athletin             | Land | Zeit (s)  |
| ----- | -------------------- | ---- | --------- |
| 1     | Fabienne Kohlmann    | GER  | 56,42 PB  |
| 2     | Perri Shakes-Drayton | GBR  | 56,46 NJR |
| 3     | Anastassija Ott      | RUS  | 57,27     |
| 4     | Darja Korablewa      | RUS  | 57,83     |
| 5     | Amélie Fosse         | FRA  | 57,94 PB  |
| 6     | Meghan Beesley       | GBR  | 58,76     |
| 7     | Tina Matusińska      | POL  | 58,81     |
| 8     | Hanna Titimez        | UKR  | 61,50     |

#### 3000 m Hindernis
| Platz | Athletin                  | Land | Zeit (min)     |
| ----- | ------------------------- | ---- | -------------- |
| 1     | Karoline Bjerkeli Grøvdal | NOR  | 9:44,34 EJR CR |
| 2     | Kristine Eikrem Engeset   | NOR  | 9:47,35        |
| 3     | Poļina Jeļizarova         | LAT  | 10:03,91 SB    |
| 4     | Natalja Pendjuchowa       | RUS  | 10:23,53 PB    |
| 5     | Krisztina Kácser          | HUN  | 10:25,37 PB    |
| 6     | Eliza Gawryluk            | POL  | 10:25,90       |
| 7     | Lena Örn                  | SWE  | 10:26,17 PB    |
| 8     | Louise Ghesquiere         | FRA  | 10:33,34       |

#### 4 × 100 m Staffel
| Platz | Land                   | Athleten                                                               | Zeit (min) |
| ----- | ---------------------- | ---------------------------------------------------------------------- | ---------- |
| 1     | Vereinigtes Königreich | Anike Shand-Whittingham Ashleigh Nelson Hayley Jones Asha Philip       | 44,52      |
| 2     | Ukraine                | Hanna Titimez Natalija Pohrebnjak Hanna Ryschykowa Jelysaweta Bryshina | 44,77 NJR  |
| 3     | Polen                  | Martyna Ksiazek Marika Popowicz Agnieszka Ceglarek Weronika Wedler     | 45,32      |
| 4     | Deutschland            | Isabel Galander Juliane Stolle Elisa Sporleder Julia Sutschet          | 45,67      |
| 5     | Italien                | Martina Balboni Jessica Paoletta Ilenia Draisci Valentina Palezza      | 46,01      |
| 6     | Schweden               | Julia Skugge Linnéa Collin Isabelle Eurenius Maria Gustafsson          | 46,23      |
| 7     | Schweiz                | Stefanie Bieli Valentine Arrieta Aurélie Humair Clélia Reuse           | 46,51      |
|       | Niederlande            | Kadene Vassell Annemiek Strijker Shimada Bajon Nicky van Leuveren      | DSQ        |

#### 4 × 400 m Staffel
| Platz | Land                   | Athleten                                                             | Zeit (min) |
| ----- | ---------------------- | -------------------------------------------------------------------- | ---------- |
| 1     | Russland               | Olga Fomina Anastassija Ott Anna Wertschowskaja Xenija Ustalowa      | 3:33,95    |
| 2     | Vereinigtes Königreich | Meghan Beesley Hayley Jones Joey Duck Perri Shakes-Drayton           | 3:37,29    |
| 3     | Deutschland            | Wiebke Ullmann Esther Cremer Lena Schmidt Fabienne Kohlmann          | 3:37,32    |
| 4     | Frankreich             | Amélie Fosse Lætitia Denis Bérénice Manimba Marie Gayot              | 3:37,82    |
| 5     | Polen                  | Anna Kiełbasińska Tina Matusińska Iga Baumgart Marika Popowicz       | 3:39,26    |
| 6     | Rumänien               | Anamaria Ioniță Andreea Ionescu Florina Rusu Mirela Lavric           | 3:39,67    |
| 7     | Belarus                | Maryna Boika Wiktoryja Schautschuk Kazjaryna Baschko Wiktoryja Manko | 3:40,11    |
| 8     | Niederlande            | Naomi Driessen Kaira Boddy Marit Dopheide Machteld Mulder            | 3:47,75    |

#### Hochsprung
| Platz | Athletin              | Land | Höhe (m) |
| ----- | --------------------- | ---- | -------- |
| 1     | Erika Wiklund         | SWE  | 1,82     |
| 2     | Liene Karsuma         | LAT  | 1,82 PB  |
| 3     | Mirela Demirewa       | BUL  | 1,82     |
| 4     | Vikki Hubbard         | GBR  | 1,82     |
| 5     | Georgiana Muscalu     | ROU  | 1,79     |
| 6     | Ezgi Sevilmiş         | TUR  | 1,79     |
| 7     | Esthera Petre         | ROU  | 1,79     |
| 8     | Urszula Gardzielewska | POL  | 1,75     |
| 8     | Serena Capponcelli    | ITA  | 1,75     |

#### Stabhochsprung
| Platz | Athletin              | Land | Höhe (m) |
| ----- | --------------------- | ---- | -------- |
| 1     | Minna Nikkanen        | FIN  | 4,35 NJR |
| 2     | Tina Michel           | GER  | 4,25     |
| 3     | Anna Katharina Schmid | SUI  | 4,25     |
| 4     | Lisa Ryzih            | GER  | 4,20 PB  |
| 4     | Marion Buisson        | FRA  | 4,20     |
| 6     | Karmen Bunikowska     | POL  | 4,20 NJR |
| 7     | Vanessa Vandy         | FIN  | 4,10 =PB |
| 8     | Walerija Wolik        | RUS  | 4,05 =SB |

#### Weitsprung
| Platz | Athletin             | Land | Weite (m) |
| ----- | -------------------- | ---- | --------- |
| 1     | Manuela Galtier      | FRA  | 6,44 PB   |
| 2     | Éloyse Lesueur       | FRA  | 6,34      |
| 3     | Julija Pidlutschnaja | RUS  | 6,28      |
| 4     | Nadja Käther         | GER  | 6,24      |
| 5     | Ivana Španović       | SRB  | 6,22      |
| 6     | Irène Pusterla       | SUI  | 6,21 PB   |
| 7     | Melanie Bauschke     | GER  | 6,20      |
| 8     | Natalija Palanij     | UKR  | 6,08      |

#### Dreisprung
| Platz | Athletin             | Land | Weite (m) |
| ----- | -------------------- | ---- | --------- |
| 1     | Kaire Leibak         | EST  | 14,02     |
| 2     | Hanna Minenko        | UKR  | 13,85 PB  |
| 3     | Cristina Bujin       | ROU  | 13,57 SB  |
| 4     | Lyvie-Paola Laurent  | FRA  | 13,50 PB  |
| 5     | Haoua Kessely        | FRA  | 13,41     |
| 6     | Anastasija Matwejewa | RUS  | 13,28     |
| 7     | Carmen Toma          | ROU  | 13,06     |
| 8     | Federica De Santis   | ITA  | 12,93     |

#### Kugelstoßen
| Platz | Athletin            | Land | Weite (m) |
| ----- | ------------------- | ---- | --------- |
| 1     | Melissa Boekelman   | NED  | 16,51     |
| 2     | Alena Kopez         | BLR  | 16,10 PB  |
| 3     | Isabell von Loga    | GER  | 15,74     |
| 4     | Agnieszka Dudzińska | POL  | 15,35     |
| 5     | Eden Francis        | GBR  | 15,32     |
| 6     | Mateja Gregurić     | CRO  | 15,13     |
| 7     | Anita Márton        | HUN  | 15,07     |
| 8     | Hanna Samoljuk      | UKR  | 14,91     |

#### Diskuswurf
| Platz | Athletin              | Land | Weite (m) |
| ----- | --------------------- | ---- | --------- |
| 1     | Wera Ganejewa         | RUS  | 56,16 PB  |
| 2     | Sandra Perković       | CRO  | 55,42 NYR |
| 3     | Tamara Apostolico     | ITA  | 55,21 PB  |
| 4     | Anna-Katharina Weller | GER  | 51,17     |
| 5     | Wiktorija Bolbat      | UKR  | 50,85     |
| 6     | Anita Márton          | HUN  | 49,56     |
| 7     | Melissa Boekelman     | NED  | 48,03     |
| 8     | Jenny Johansson       | SWE  | 47,30 PB  |

#### Hammerwurf
| Platz | Athletin            | Land | Weite (m) |
| ----- | ------------------- | ---- | --------- |
| 1     | Bianca Perie        | ROU  | 64,35     |
| 2     | Kateřina Šafránková | CZE  | 62,95     |
| 3     | Natallia Schajunowa | BLR  | 62,73     |
| 4     | Anna Bulgakowa      | RUS  | 62,14     |
| 5     | Zalina Marghieva    | MDA  | 61,27     |
| 6     | Mateja Gregurić     | CRO  | 60,84     |
| 7     | Dorotea Habazin     | CRO  | 60,05     |
| 8     | Tatiana Massamba    | FRA  | 59,16 PB  |

#### Speerwurf
| Platz | Athletin            | Land | Weite (m) |
| ----- | ------------------- | ---- | --------- |
| 1     | Wera Rebrik         | UKR  | 58,48 SB  |
| 2     | Sinta Sprudzāne     | LAT  | 57,01 PB  |
| 3     | Urszula Jakimowicz  | POL  | 54,83 NJR |
| 4     | Jelena Jaakkola     | FIN  | 52,97     |
| 5     | Triadafillió Kársa  | GRE  | 52,37 PB  |
| 6     | Anna Wessman        | SWE  | 50,72     |
| 7     | Raine Kuningas      | EST  | 49,25     |
| 8     | Alexia Kogut Kubiak | EST  | 49,16     |

#### Siebenkampf
| Platz | Athletin           | Land | Punkte  |
| ----- | ------------------ | ---- | ------- |
| 1     | Aiga Grabuste      | LAT  | 5920    |
| 2     | Eliška Klučinová   | CZE  | 5709    |
| 3     | Nikola Ogrodníková | CZE  | 5607 PB |
| 4     | Ebe Reier          | EST  | 5514    |
| 5     | Jana Maksimawa     | BLR  | 5512    |
| 6     | Maiju Mattila      | FIN  | 5343 PB |
| 7     | Annika Schönebeck  | GER  | 5340    |
| 8     | Kaziaryna Babitsch | BLR  | 5336    |

## Abkürzungen
- WR = Weltrekord
- WU20R = U20-Weltrekord
- OR = olympischer Rekord
- YOR = olympischer Jugendrekord
- AR = Kontinentalrekord
- AU20R = U20-Kontinentalrekord
- NR = nationaler Rekord
- NU20R = nationaler U20-Rekord
- CR = Meisterschaftsrekord
- MR = Veranstaltungsrekord
- WB = Weltbestleistung
- WU20B = U20-Weltbestleistung
- WU18B = U18-Weltbestleistung
- AB = Kontinentalbestleistung
- AU20B = U20-Kontinentalbestleistung
- AU18B = U18-Kontinentalbestleistung
- NB = nationale Bestleistung
- NU20B = nationale U20-Bestleistung
- NU18B = nationale U18-Bestleistung
- PB = persönliche Bestleistung
- SB = persönliche Saisonbestleistung
- QB = Qualifikationsbestleistung
- WL = Weltjahresbestleistung
- WU20L = U20-Weltjahresbestleistung
- WU18L = U18-Weltjahresbestleistung
- DSQ = disqualifiziert (engl. Disqualified)
- DNS = Wettkampf nicht angetreten (engl. Did Not Start)
- DNF = Wettkampf nicht beendet (engl. Did Not Finish)

## Medaillenspiegel
| Medaillenspiegel (Endstand nach 44 Entscheidungen) | Medaillenspiegel (Endstand nach 44 Entscheidungen) | Medaillenspiegel (Endstand nach 44 Entscheidungen) | Medaillenspiegel (Endstand nach 44 Entscheidungen) | Medaillenspiegel (Endstand nach 44 Entscheidungen) | Medaillenspiegel (Endstand nach 44 Entscheidungen) |
| Platz                                              | Land                                               | Gold                                               | Silber                                             | Bronze                                             | Gesamt                                             |
| -------------------------------------------------- | -------------------------------------------------- | -------------------------------------------------- | -------------------------------------------------- | -------------------------------------------------- | -------------------------------------------------- |
| 1                                                  | Russland                                           | 10                                                 | 8                                                  | 6                                                  | 24                                                 |
| 2                                                  | Deutschland                                        | 7                                                  | 5                                                  | 4                                                  | 16                                                 |
| 3                                                  | Vereinigtes Königreich                             | 4                                                  | 6                                                  | 4                                                  | 14                                                 |
| 4                                                  | Frankreich                                         | 4                                                  | 3                                                  | 2                                                  | 9                                                  |
| 5                                                  | Rumänien                                           | 4                                                  | 2                                                  | 3                                                  | 9                                                  |
| 6                                                  | Ukraine                                            | 3                                                  | 6                                                  | 1                                                  | 10                                                 |
| 7                                                  | Norwegen                                           | 2                                                  | 2                                                  | 0                                                  | 4                                                  |
| 8                                                  | Finnland                                           | 2                                                  | 0                                                  | 1                                                  | 3                                                  |
| 9                                                  | Tschechien                                         | 1                                                  | 2                                                  | 2                                                  | 5                                                  |
| 10                                                 | Lettland                                           | 1                                                  | 2                                                  | 1                                                  | 4                                                  |
| 11                                                 | Polen                                              | 1                                                  | 1                                                  | 4                                                  | 6                                                  |
| 12                                                 | Italien                                            | 1                                                  | 1                                                  | 3                                                  | 5                                                  |
| 13                                                 | Kroatien                                           | 1                                                  | 1                                                  | 1                                                  | 3                                                  |
| 14                                                 | Niederlande                                        | 1                                                  | 0                                                  | 1                                                  | 2                                                  |
| 15                                                 | Estland                                            | 1                                                  | 0                                                  | 0                                                  | 1                                                  |
| 15                                                 | Schweden                                           | 1                                                  | 0                                                  | 0                                                  | 1                                                  |
| 17                                                 | Spanien                                            | 0                                                  | 2                                                  | 2                                                  | 4                                                  |
| 18                                                 | Belarus                                            | 0                                                  | 1                                                  | 3                                                  | 4                                                  |
| 19                                                 | Bulgarien                                          | 0                                                  | 1                                                  | 2                                                  | 3                                                  |
| 20                                                 | Portugal                                           | 0                                                  | 1                                                  | 1                                                  | 2                                                  |
| 21                                                 | Slowenien                                          | 0                                                  | 1                                                  | 0                                                  | 1                                                  |
| 22                                                 | Belgien                                            | 0                                                  | 0                                                  | 1                                                  | 1                                                  |
| 22                                                 | Schweiz                                            | 0                                                  | 0                                                  | 1                                                  | 1                                                  |
| 23                                                 | Gesamt                                             | 44                                                 | 45                                                 | 43                                                 | 132                                                |